# Michel-Joseph-Gérard Gagnon
Michel-Joseph-Gérard Gagnon MAfr (* 23. März 1933 in Québec; † 1. Juni 2004 in El Bayadh) war Bischof von Laghouat.

## Leben
Michel-Joseph-Gérard Gagnon trat der Ordensgemeinschaft der Weißen Väter bei und empfing am 1. April 1956 die Priesterweihe.
Johannes Paul II. ernannte ihn am 28. März 1980 zum Bischof von Dschibuti. Der Papst persönlich weihte ihn am 4. Mai desselben Jahres zum Bischof; Mitkonsekratoren waren Joseph-Albert Kardinal Malula, Erzbischof von Kinshasa, und Agnelo Kardinal Rossi, Kardinalpräfekt der Kongregation für die Evangelisierung der Völker. 
Von seinem Amt trat er am 3. Juli 1987 zurück. Am 4. Februar 1991 wurde er zum Bischof von Laghouat ernannt.